# 웨브술꼬리쥐
웨브술꼬리쥐(Eliurus webbi)는 붉은숲쥐과에 속하는 설치류의 일종이다. 마다가스카르섬에서만 발견된다. 자연 서식지는 아열대 또는 열대 기후 지역의 건조림이다. 서식지 감소로 위협을 받고 있다.